# The Ranch (Fernsehserie)
The Ranch ist eine US-amerikanische Sitcom, die ab April 2016 von Netflix per Streaming veröffentlicht wurde. Die Serie dreht sich um die zwei Brüder Colt (Ashton Kutcher) und Jameson „Rooster“ Bennett (Danny Masterson), die gemeinsam mit ihrem Vater Beau Bennett (Sam Elliott) eine Ranch bewirtschaften. 2020 wurde die Serie mit der vierten Staffel bzw. dem achten Teil beendet. Mit 80 Episoden ist es die langlebigste Sitcom von Netflix.

## Handlung
Der ehemalige Footballprofi Colt Bennett kehrt nach 15 Jahren auf die elterliche Ranch in Colorado zurück. Er beschließt gemeinsam mit seinem älteren Bruder Jameson, die Familienranch zu führen. Sein grantiger und konservativer Vater Beau ist darüber zunächst nicht begeistert, während Colts Mutter Maggie derweil eine Bar betreibt.

## Besetzung und Synchronisation
Hauptdarsteller Danny Masterson wurde 2017 von mehreren Frauen des sexuellen Missbrauchs bzw. der Vergewaltigung beschuldigt. Netflix entließ Masterson im Dezember 2017 aus der Serie.
Die deutschsprachige Synchronisation entstand unter der Dialogregie von Maurice Taube und Jan-Philipp Jarke durch die Synchronfirma Berliner Synchron GmbH in Berlin.
| Rolle                          | Schauspieler       | Hauptrolle | Nebenrolle | Synchronsprecher  |
| ------------------------------ | ------------------ | ---------- | ---------- | ----------------- |
| Colt Reagan Bennett            | Ashton Kutcher     | 1.01–4.20  |            | Philippa Jarke    |
| Jameson Ford „Rooster“ Bennett | Danny Masterson    | 1.01–3.10  |            | Nic Romm          |
| Maggie Bennett                 | Debra Winger       | 1.01–4.20  |            | Katharina Koschny |
| Beau Rosvelt Bennett           | Sam Elliott        | 1.01–4.20  |            | Reiner Schöne     |
| Abby Phillips-Bennett          | Elisha Cuthbert    | 2.02–4.20  | 1.02–1.19  | Nell Pietrzyk     |
| Hank                           | Grady Lee Richmond |            | 1.01–4.20  | Raimund Krone     |
| Heather Roth                   | Kelli Goss         |            | 1.01–4.20  | Melinda Rachfahl  |
| Kenny Ballard                  | Bret Harrison      |            | 1.02–4.20  | Dirk Talaga       |
| Mary Roth                      | Megyn Price        |            | 1.09–4.20  | Almut Zydra       |
| Umberto                        | Wilmer Valderrama  |            | 1.18–1.20  | Jaron Löwenberg   |

Gastauftritte
| Rolle            | Schauspieler     | Gastrolle                    | Synchronsprecher |
| ---------------- | ---------------- | ---------------------------- | ---------------- |
| Coach Fitzgerald | Thomas F. Wilson | 1.03                         | Thomas Petruo    |
| Nikki            | Aimee Teegarden  | 1.04                         | Tina Haseney     |
| Bill             | Jon Cryer        | 1.08, 4.08                   | Viktor Neumann   |
| Shirly           | Conchata Ferrell | 3.02, 3.04, 3.07, 4.05, 4.10 | Regina Lemnitz   |

## Episodenliste

### Staffel 1
| Nr. (ges.) | Nr. (St.) | Titel                                        | Erstveröffentlichung USA | Deutschsprachige Erstveröffentlichung (D/A/CH) | Regie         | Drehbuch                                                              |
| ---------- | --------- | -------------------------------------------- | ------------------------ | ---------------------------------------------- | ------------- | --------------------------------------------------------------------- |
| Teil 1     |           |                                              |                          |                                                |               |                                                                       |
| 1          | 1         | Back Where I Come From                       | 1. Apr. 2016             | 1. Apr. 2016                                   | David Trainer | Don Reo & Jim Patterson                                               |
| 2          | 2         | Some People Change                           | 1. Apr. 2016             | 1. Apr. 2016                                   | David Trainer | Matt Ross & Max Searle Idee: Don Reo & Jim Patterson                  |
| 3          | 3         | The Boys of Fall                             | 1. Apr. 2016             | 1. Apr. 2016                                   | David Trainer | Jim Patterson & Jamie Rhonheimer Idee: Steve Tompkins & Nathan Chetty |
| 4          | 4         | Got a Little Crazy                           | 1. Apr. 2016             | 1. Apr. 2016                                   | David Trainer | Steve Tompkins & Nikki Schiefelbein Idee: Don Reo & Jim Patterson     |
| 5          | 5         | American Kids                                | 1. Apr. 2016             | 1. Apr. 2016                                   | David Trainer | Don Reo & Jeff Lowell Idee: Matt Ross & Max Searle                    |
| 6          | 6         | Better as a Memory                           | 1. Apr. 2016             | 1. Apr. 2016                                   | David Trainer | Don Reo & Nathan Chetty Idee: Jamie Rhonheimer & Jeff Lowell          |
| 7          | 7         | I Can’t Go There                             | 1. Apr. 2016             | 1. Apr. 2016                                   | David Trainer | Jim Patterson & Nathan Chetty Idee: Matt Ross & Max Searle            |
| 8          | 8         | Til It’s Gone                                | 1. Apr. 2016             | 1. Apr. 2016                                   | David Trainer | Jamie Rhonheimer & Matt Ross Idee: Steve Tompkins & Steve Leff        |
| 9          | 9         | There Goes My Life                           | 1. Apr. 2016             | 1. Apr. 2016                                   | David Trainer | Max Searle & Nathan Chetty Idee: Don Reo & Jim Patterson              |
| 10         | 10        | Down the Road                                | 1. Apr. 2016             | 1. Apr. 2016                                   | David Trainer | Matt Ross & Max Searle Idee: Don Reo, Jim Patterson & Nathan Chetty   |
| Teil 2     |           |                                              |                          |                                                |               |                                                                       |
| 11         | 11        | Gone as a Girl Can Get                       | 7. Okt. 2016             | 7. Okt. 2016                                   | David Trainer | Don Reo & Jim Patterson Idee: Steve Tompkins & Jeff Lowell            |
| 12         | 12        | Living and Living Well                       | 7. Okt. 2016             | 7. Okt. 2016                                   | David Trainer | Jamie Rhonheimer & Nathan Chetty Idee: Matt Ross & Max Searle         |
| 13         | 13        | Sittin’ on the Fence                         | 7. Okt. 2016             | 7. Okt. 2016                                   | David Trainer | Jim Patterson & Steve Tompkins Idee: Don Reo & Jeff Lowell            |
| 14         | 14        | Let’s Fall to Pieces Together                | 7. Okt. 2016             | 7. Okt. 2016                                   | David Trainer | Matt Ross & Steve Leff Idee: Jamie Rhonheimer & Nikki Schiefelbein    |
| 15         | 15        | I Know She Still Loves Me                    | 7. Okt. 2016             | 7. Okt. 2016                                   | David Trainer | Jeff Lowell & Max Searle Idee: Don Reo & Jim Patterson                |
| 16         | 16        | Easy Come, Easy Go                           | 7. Okt. 2016             | 7. Okt. 2016                                   | David Trainer | Don Reo & Nathan Chetty Idee: Matt Ross & Max Searle                  |
| 17         | 17        | I’ve Come to Expect It from You              | 7. Okt. 2016             | 7. Okt. 2016                                   | David Trainer | Steve Tompkins & Jeff Lowell Idee: Jim Patterson & Jamie Rhonheimer   |
| 18         | 18        | The Cowboy Rides Away                        | 7. Okt. 2016             | 7. Okt. 2016                                   | David Trainer | Jim Patterson & Steve Leff Idee: Nikki Schiefelbein & Nathan Chetty   |
| 19         | 19        | Leavin’s Been Comin’ (For a Long, Long Time) | 7. Okt. 2016             | 7. Okt. 2016                                   | David Trainer | Don Reo & Jeff Lowell Idee: Jamie Rhonheimer & Steve Tompkins         |
| 20         | 20        | Merry Christmas (Wherever You Are)           | 7. Okt. 2016             | 7. Okt. 2016                                   | David Trainer | Matt Ross & Max Searle Idee: Don Reo & Jim Patterson                  |

### Staffel 2
| Nr. (ges.) | Nr. (St.) | Titel                                    | Erstveröffentlichung USA | Deutschsprachige Erstveröffentlichung (D/A/CH) | Regie         | Drehbuch                                                                    |
| ---------- | --------- | ---------------------------------------- | ------------------------ | ---------------------------------------------- | ------------- | --------------------------------------------------------------------------- |
| Teil 3     |           |                                          |                          |                                                |               |                                                                             |
| 21         | 1         | My Next Thirty Years                     | 16. Juni 2017            | 16. Juni 2017                                  | David Trainer | Matt Ross & Max Searle Idee: Don Reo & Jim Patterson                        |
| 22         | 2         | Things Change                            | 16. Juni 2017            | 16. Juni 2017                                  | David Trainer | Jamie Rhonheimer & Nathan Chetty Idee: Steve Tompkins & Jeff Lowell         |
| 23         | 3         | Take Me Away from Here                   | 16. Juni 2017            | 16. Juni 2017                                  | David Trainer | Max Searle & Steve Leff Idee: Jim Patterson & Nathan Chetty                 |
| 24         | 4         | She’ll Have You Back                     | 16. Juni 2017            | 16. Juni 2017                                  | David Trainer | Matt Ross & Nikki Schiefelbein Idee: Don Reo & Steve Leff                   |
| 25         | 5         | My Best Friend                           | 16. Juni 2017            | 16. Juni 2017                                  | David Trainer | Steve Tompkins & Jamie Rhonheimer Idee: Ashton Kutcher & Carla Filisha      |
| 26         | 6         | Find Out Who Your Friends Are            | 16. Juni 2017            | 16. Juni 2017                                  | David Trainer | Max Williger Idee: Don Reo & Jeff Lowell                                    |
| 27         | 7         | One of Those Nights                      | 16. Juni 2017            | 16. Juni 2017                                  | David Trainer | Jim Patterson & Jason Zumwalt Idee: Matt Ross & Max Searle                  |
| 28         | 8         | I Didn’t Ask and She Didn’t Say          | 16. Juni 2017            | 16. Juni 2017                                  | David Trainer | Bryce VanKooten & William Vallery Idee: Steve Tompkins & Nikki Schiefelbein |
| 29         | 9         | Last Dollar (Fly Away)                   | 16. Juni 2017            | 16. Juni 2017                                  | David Trainer | Matt Ross & Max Searle Idee: Jamie Rhonheimer & Nikki Schiefelbein          |
| 30         | 10        | Can’t Be Really Gone                     | 16. Juni 2017            | 16. Juni 2017                                  | David Trainer | Don Reo & Nathan Chetty Idee: Jim Patterson & Jeff Lowell                   |
| Teil 4     |           |                                          |                          |                                                |               |                                                                             |
| 31         | 11        | Learning to Live Again                   | 15. Dez. 2017            | 15. Dez. 2017                                  | David Trainer | Jamie Rhonheimer & Nathan Chetty Idee: Don Reo & Jim Patterson              |
| 32         | 12        | Wrapped Up in You                        | 15. Dez. 2017            | 15. Dez. 2017                                  | David Trainer | Steve Tompkins & Jeff Lowell Idee: Matt Ross & Max Searle                   |
| 33         | 13        | Rodeo and Juliet                         | 15. Dez. 2017            | 15. Dez. 2017                                  | David Trainer | Carla Filisha & Steve Leff Idee: Don Reo & Max Searle                       |
| 34         | 14        | Much Too Young (To Feel this Old)        | 15. Dez. 2017            | 15. Dez. 2017                                  | David Trainer | Jamie Rhonheimer & Nathan Chetty Idee: Jim Patterson & Matt Ross            |
| 35         | 15        | More Than a Memory                       | 15. Dez. 2017            | 15. Dez. 2017                                  | David Trainer | Jim Patterson & Jeff Lowell Idee: Steve Tompkins & Steve Leff               |
| 36         | 16        | When You Come Back to Me Again           | 15. Dez. 2017            | 15. Dez. 2017                                  | David Trainer | Matt Ross & Max Searle Idee: Bryce VanKooten & William Vallery              |
| 37         | 17        | Do What You Gotta Do                     | 15. Dez. 2017            | 15. Dez. 2017                                  | David Trainer | Jamie Rhonheimer & Nathan Chetty                                            |
| 38         | 18        | Big Money                                | 15. Dez. 2017            | 15. Dez. 2017                                  | David Trainer | Jeff Lowell & Nikki Schiefelbein Idee: Matt Ross & Nathan Chetty            |
| 39         | 19        | Ain’t Goin’ Down (’Til the Sun Comes Up) | 15. Dez. 2017            | 15. Dez. 2017                                  | David Trainer | Jamie Rhonheimer & Nathan Chetty Idee: Steve Tompkins & Max Searle          |
| 40         | 20        | If Tomorrow Never Comes                  | 15. Dez. 2017            | 15. Dez. 2017                                  | David Trainer | Matt Ross & Max Searle Idee: Don Reo & Jim Patterson                        |

### Staffel 3
| Nr. (ges.) | Nr. (St.) | Titel                              | Erstveröffentlichung USA | Deutschsprachige Erstveröffentlichung (D/A/CH) | Regie         | Drehbuch                                                                       |
| ---------- | --------- | ---------------------------------- | ------------------------ | ---------------------------------------------- | ------------- | ------------------------------------------------------------------------------ |
| Teil 5     |           |                                    |                          |                                                |               |                                                                                |
| 41         | 1         | Starting Over Again                | 15. Juni 2018            | 15. Juni 2018                                  | David Trainer | Don Reo & Jim Patterson Idee: Matt Ross & Nathan Chetty                        |
| 42         | 2         | It’s All Wrong, But It’s All Right | 15. Juni 2018            | 15. Juni 2018                                  | David Trainer | Brian Keith Etheridge & Carla Filisha Idee: Jeff Lowell & Nikki Schiefelbein   |
| 43         | 3         | A Gamble Either Way                | 15. Juni 2018            | 15. Juni 2018                                  | David Trainer | Brian Keith Etheridge & Carla Filisha Idee: Jeff Lowell & Nikki Schiefelbein   |
| 44         | 4         | Baby I’m Burning                   | 15. Juni 2018            | 15. Juni 2018                                  | David Trainer | Steve Leff & Jessica Kravitz Idee: Jeff Lowell & Jamie Rhonheimer              |
| 45         | 5         | Travelin’ Prayer                   | 15. Juni 2018            | 15. Juni 2018                                  | David Trainer | Matt Ross & Nathan Chetty Idee: Don Reo & Jim Patterson                        |
| 46         | 6         | Tie Our Love (In a Double Knot)    | 15. Juni 2018            | 15. Juni 2018                                  | David Trainer | Jamie Rhonheimer & Lisa K. Nelson Idee: Bryce VanKooten & William Vallery      |
| 47         | 7         | Telling Me Lies                    | 15. Juni 2018            | 15. Juni 2018                                  | David Trainer | Nikki Schiefelbein & Carla Filisha Idee: Steve Leff & Brian Keith Etheridge    |
| 48         | 8         | Fresh Out of Forgiveness           | 15. Juni 2018            | 15. Juni 2018                                  | David Trainer | Matt Ross & Nathan Chetty Idee: Don Reo & Jim Patterson                        |
| 49         | 9         | It Ain’t Fair that It Ain’t Right  | 15. Juni 2018            | 15. Juni 2018                                  | David Trainer | Nathan Chetty & Jessica Kravitz Idee: Jamie Rhonheimer & Matt Ross             |
| 50         | 10        | Change                             | 15. Juni 2018            | 15. Juni 2018                                  | David Trainer | Don Reo & Jim Patterson Idee: Jeff Lowell & Jamie Rhonheimer                   |
| Teil 6     |           |                                    |                          |                                                |               |                                                                                |
| 51         | 11        | When It All Goes South             | 7. Dez. 2018             | 7. Dez. 2018                                   | David Trainer | Don Reo & Chris Iredale Idee: Matt Ross & Max Searle                           |
| 52         | 12        | Reckless                           | 7. Dez. 2018             | 7. Dez. 2018                                   | David Trainer | Jim Patterson & Jeff Lowell Idee: Nathan Chetty & Steve Leff                   |
| 53         | 13        | If I Could Just See You Now        | 7. Dez. 2018             | 7. Dez. 2018                                   | David Trainer | Matt Ross & Max Searle Idee: Don Reo & Jim Patterson                           |
| 54         | 14        | Changes Comin’ on                  | 7. Dez. 2018             | 7. Dez. 2018                                   | David Trainer | Jamie Rhonheimer & Steve Leff Idee: Nikki Schiefelbein & Lisa K. Nelson        |
| 55         | 15        | Born Country                       | 7. Dez. 2018             | 7. Dez. 2018                                   | David Trainer | Jeff Lowell & Jamie Rhonheimer Idee: Brian Keith Etheridge & Nathan Chetty     |
| 56         | 16        | Pass It on Down                    | 7. Dez. 2018             | 7. Dez. 2018                                   | David Trainer | Matt Ross & Max Searle Idee: Jim Patterson & Don Reo                           |
| 57         | 17        | Give Me One More Shot              | 7. Dez. 2018             | 7. Dez. 2018                                   | David Trainer | Bryce VanKooten & William Vallery Idee: Nathan Chetty & Brian Keith Etheridge  |
| 58         | 18        | Keep on Dreamin’                   | 7. Dez. 2018             | 7. Dez. 2018                                   | David Trainer | Nikki Schiefelbein & Steve Leff Idee: Jeff Lowell & Carla Filisha              |
| 59         | 19        | Down This Road                     | 7. Dez. 2018             | 7. Dez. 2018                                   | David Trainer | Brian Keith Etheridge & Jamie Rhonheimer Idee: Jessica Kravitz & Carla Filisha |
| 60         | 20        | We Can’t Love Like This Anymore    | 7. Dez. 2018             | 7. Dez. 2018                                   | David Trainer | Jim Patterson & Don Reo Idee: Matt Ross & Nathan Chetty                        |

### Staffel 4
| Nr. (ges.) | Nr. (St.) | Titel                       | Erstveröffentlichung USA | Deutschsprachige Erstveröffentlichung (D/A/CH) | Regie         | Drehbuch                                                                                          |
| ---------- | --------- | --------------------------- | ------------------------ | ---------------------------------------------- | ------------- | ------------------------------------------------------------------------------------------------- |
| Teil 7     |           |                             |                          |                                                |               |                                                                                                   |
| 61         | 1         | Dying to See Her            | 13. Sep. 2019            | 13. Sep. 2019                                  | David Trainer | Jim Patterson & Don Reo Idee: Matt Ross & Max Searle                                              |
| 62         | 2         | I Wish You’d Stay           | 13. Sep. 2019            | 13. Sep. 2019                                  | David Trainer | Jamie Rhonheimer & Nathan Chetty Idee: Jeff Lowell & Brian Keith Etheridge                        |
| 63         | 3         | Waitin’ on a Woman          | 13. Sep. 2019            | 13. Sep. 2019                                  | David Trainer | Jessica Kravitz & Nikki Schiefelbein Idee: Steve Leff & Carla Filisha                             |
| 64         | 4         | Remind Me                   | 13. Sep. 2019            | 13. Sep. 2019                                  | David Trainer | Matt Ross & Max Searle Idee: Bryce VanKooten & William Vallery                                    |
| 65         | 5         | Love and War                | 13. Sep. 2019            | 13. Sep. 2019                                  | David Trainer | Jamie Rhonheimer & Jeff Lowell Idee: Jim Patterson & Don Reo                                      |
| 66         | 6         | The Devil Is Alive and Well | 13. Sep. 2019            | 13. Sep. 2019                                  | David Trainer | Carla Filisha & Brian Keith Etheridge Idee: Nathan Chetty & Nikki Schiefelbein                    |
| 67         | 7         | Last Time for Everything    | 13. Sep. 2019            | 13. Sep. 2019                                  | David Trainer | Jim Patterson & Steve Leff Idee: Don Reo & Jessica Kravitz                                        |
| 68         | 8         | Without a Fight             | 13. Sep. 2019            | 13. Sep. 2019                                  | David Trainer | Max Searle & Matt Ross Idee: Jeff Lowell & Jamie Rhonheimer                                       |
| 69         | 9         | Welcome to the Future       | 13. Sep. 2019            | 13. Sep. 2019                                  | David Trainer | Carla Filisha & Nathan Chetty Idee: Steve Leff & Jessica Kravitz                                  |
| 70         | 10        | Perfect Storm               | 13. Sep. 2019            | 13. Sep. 2019                                  | David Trainer | Don Reo & William Vallery Idee: Jim Patterson & Brian Keith Etheridge                             |
| Teil 8     |           |                             |                          |                                                |               |                                                                                                   |
| 71         | 11        | It Ain’t My Fault           | 24. Jan. 2020            | 24. Jan. 2020                                  | David Trainer | Justin Mooney & Jesse Jensen Idee: Matt Ross & Jeff Lowell                                        |
| 72         | 12        | Like It’s the Last Time     | 24. Jan. 2020            | 24. Jan. 2020                                  | David Trainer | Nikki Schiefelbein & Brian Keith Etheridge Idee: Jamie Rhonheimer & Nathan Chetty                 |
| 73         | 13        | Out of Sight                | 24. Jan. 2020            | 24. Jan. 2020                                  | David Trainer | Jessica Kravitz & Bryce VanKooten Idee: Carla Filisha & Max Searle                                |
| 74         | 14        | Fadeaway                    | 24. Jan. 2020            | 24. Jan. 2020                                  | David Trainer | William Vallery & Matt Ross Idee: Jim Patterson & Don Reo                                         |
| 75         | 15        | Born to Love You            | 24. Jan. 2020            | 24. Jan. 2020                                  | David Trainer | Steve Leff & Nathan Chetty Idee: Nikki Schiefelbein & Jamie Rhonheimer                            |
| 76         | 16        | Not Everything’s About You  | 24. Jan. 2020            | 24. Jan. 2020                                  | David Trainer | Carla Filisha & Jeff Lowell Idee: Brian Keith Etheridge & Max Searle                              |
| 77         | 17        | What Was I Thinking         | 24. Jan. 2020            | 24. Jan. 2020                                  | David Trainer | Nikki Schiefelbein & Steve Leff Idee: Matt Ross & Nathan Chetty                                   |
| 78         | 18        | Helluva Life                | 24. Jan. 2020            | 24. Jan. 2020                                  | David Trainer | Don Reo, Jamie Rhonheimer & Nathan Chetty Idee: Bryce VanKooten & Carla Filisha & William Vallery |
| 79         | 19        | Dumb Effin’ Luck            | 24. Jan. 2020            | 24. Jan. 2020                                  | David Trainer | Jim Patterson, Jeff Lowell & Brian Keith Etheridge Idee: Jessica Kravitz & Steve Leff             |
| 80         | 20        | Take Me Home, Country Roads | 24. Jan. 2020            | 24. Jan. 2020                                  | David Trainer | Jim Patterson & Don Reo Idee: Matt Ross & Max Searle                                              |